# Balena de Mataró

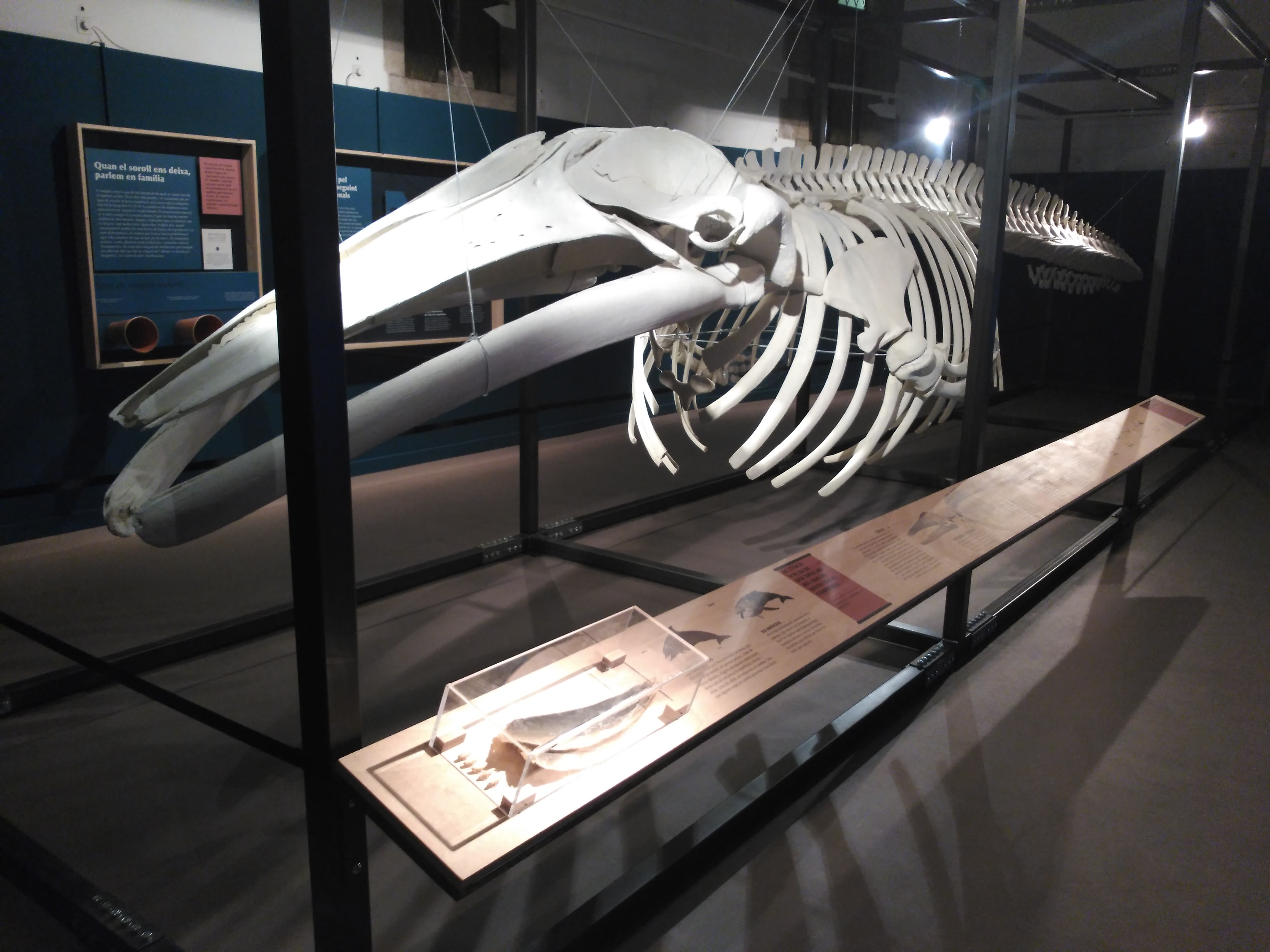
L'esquelet de la balena de Mataró tal com es va exposar per a l'exposició temporal commemorativa del 40 aniversari de la troballa.

La balena de Mataró és un exemplar femella jove de rorqual comú (Balaenoptera physalus) que va ser vist prop de Vilassar de Mar el 3 de març de 1977 pel senyor Manuel Ayuso. L'exemplar era mort i es va dur fins a la platja de Mataró, exhibint-se durant uns dies a la piscina del Club Nàutic de la ciutat. La Comissió de Cetologia de la Institució Catalana d'Història Natural en va estudiar les causes de la mort i va concloure que aquestes eren ben diverses: tenia molts paràsits, estava molt prima i les anàlisis mostraven intoxicació per hidrocarburs.
La Secció de Ciències Naturals del Museu de Mataró (en aquell moment Museu Municipal de Mataró) es va encarregar de la seva neteja i conservació juntament amb diversos treballadors de l'Escorxador municipal. El procés va ser força laboriós i la manca d'espais adequats en va dificultar les tasques. Les restes de carn de l'esquelet es van eliminar deixant en remull el cos al safareig de Can Portell, una masia propera. A continuació els ossos malmesos es van reconstruir i blanquejar amb lleixiu i, finalment, es va pintar. El resultat va ser un esquelet complet de rorqual comú de 11.65 metres de llarg al que encara no s'ha trobat una solució definitiva pel que fa a la seva exposició.

## Exposició "La balena de Mataró"
L'exemplar de rorqual de Mataró ha estat sovint utilitzat com a referent del caràcter mediterrani de la ciutat així com la relació de la ciutat amb el mar. En aquest sentit, entre els dies 21 de gener i 11 de març de 1984 es va realitzar una exposició monogràfica sobre l'exemplar, amb el títol "La balena de Mataró", organitzada per la Secció de Ciències Naturals del Museu de Mataró on s'explicava les característiques dels cetacis i l'excepcionalitat de la troballa. L'exposició va ser ubicada a la planta baixa del Museu de Mataró i un total de 22.411 visites van poder gaudir de l'exposició de l'esquelet perfectament muntat. Actualment, l'esquelet de rorqual es conserva a la sala de reserva de la col·lecció d'exemplars de la Secció de Ciències Naturals del Museu de Mataró a l'espera d'una ubicació definitiva.

## Exposició "El viatge de la balena de Mataró"
L'any 2017, i en el marc del quaranta aniversari de la troballa, el Museu de Mataró va organitzar una exposició temporal en la qual s'exposava tots els processos pels quals va passar el cos del rorqual comú fins a esdevenir un esquelet tal com es conserva actualment. L'exposició permetia, a part, conèixer la tasca de les diferents entitats implicades en la recerca i conservació del medi natural a la ciutat.